# قره‌درق (جلفا)
قره‌درق یکی از روستاهای استان آذربایجان شرقی است که در دهستان نوجه‌مهر بخش سیه‌رود شهرستان جلفا واقع شده‌است.این روستا ۱۴ نفر جمعیت دارد.